# Flora Capponi
Flora Capponi (Montelupone, 24 aprile 1920 – Belluno, 5 giugno 1998) è stata un'illustratrice e costumista italiana.

## Biografia
Flora Capponi fu costumista e illustratrice, militante antifascista e sorella della partigiana Carla Capponi. Dopo il breve matrimonio con Giulio Calenti nel 1940, ebbe una figlia dall'antiquario partigiano Antonio Rasera Berna.
La sua opera fu concentrata tra il 1950 e metà degli anni '60. Nel 1950 troviamo la sua opera sul Il Pioniere dove illustrava la scoperta dell'Italia, riproduzione dei classi itinerari turistici ma, soprattutto, lavorava sulle pagine settimanali le Favole di Flora, dove reinterpretava le favole di Esopo in seguito intitolate Esopino su testi di Gianni Rodari. Riscontriamo in queste opere una sua vocazione animalista, illustrando, a detta di Gianni Rodari, vivaci e ricciolute vignette firmando - come uso all'epoca - con le sole iniziali "FC". Gianni Rodari definiva i disegni di Flora Capponi "arabescati". Nella rivista Andersen, aprile 2021, un articolo di Walter Fochesato titola: "Gli arabeschi di Flora Capponi - Alla ricerca di una dimenticata illustratrice di Gianni Rodari".
La sua attività di illustratrice si prolungherà fino 1965.
Muore a Belluno, il 5 giugno 1998.

## Illustrazioni
- Gianni Rodari, Il libro dei mesi, illustrazioni di Flora Capponi, Romana Edizione di cultura sociale, 1951.[4]
- Gianni Rodari, Il treno delle filastrocche, illustrazioni di Flora Capponi, Edizioni di cultura sociale, 1952.[5]
- Iuri Oleša, Il Castello della paura, illustrazioni di Flora Capponi, Edizioni di cultura sociale, 1953.[6]
- Gianni Rodari, La storia degli uomini, Vie Nuove, 1958.[7]

## Filmografia

### Arredatrice
- Teodora, regia di Riccardo Freda (1954)[8]

### Costumista
- L'uomo dai calzoni corti, regia di Glauco Pellegrini (1958)[9]

## Opere di Flora Capponi
Ha pubblicato sul Pioniere molti lavori, per l'esattezza dal n. 18/1950 al n. 16/1960 Flora Capponi . Tra questi, in particolare, Le favole di Flora (dal nome dell'illustratrice).